# Guillem I d'Angulema
Guillem I Tallaferro (+ agost del 962) a vegades esmentat com Guillem II d'Angulema (era el segon Guillem de la família però no el segon comte d'Angulema, ja que el seu oncle Guillem, fill de Vulgrí I d'Angulema fou en realitat comte de Périgord com a Guillem I de Périgord). Era fill d'Alduí I d'Angulema, l'altre fill de Vulgrí que va rebre el comtat d'Angulema. Va heretar al seu pare el 916 u fou comte fins a la seva mort el 945. Va quedar sota tutela d'Ademar, antic comte de Poitiers i parent de Guillem I (l'esposa d'Ademar, Sància, era germana de Guillem I de Périgord), que es va titular Ademas d'Angulema fins a la seva mort el 2 d'abril del 926.
Segons una font, el seu cognom, o malnom, fou adquirit degut "... a la manera en què va tallar a un rei o cap marítim normand a través de la seva cota de malla." Aquest rei normand s'identifica com Storis. El nom Tallaferro (francès Taillefer) fou utilitzat per subsegüents membres d'aquesta família, especialment els que foren comtes d'Angulema, i va quedar com cognom de família.
Guillem no es va casar però va tenir alguns fills il·legítims, un dels quals després va reclamar el títol de comte d'Angulema.
- Arnald Manser (+ 992)
- Ademar (+ abans de 942)